# Hermann Sumpf
Hermann Gustaf Sumpf (* 1. Mai 1882 in Neckarau; † 22. Dezember 1967 in Eisenach) war ein hessischer Politiker (KPD) und ehemaliger Abgeordneter des Landtags des Volksstaates Hessen in der Weimarer Republik.

## Leben
Hermann Sumpf war der Sohn des Sandformers Gustav Sumpf und dessen Frau Anna, geborene Päffler. Er arbeitete als Tapezierer und Polsterer in Bretzenheim und wurde Vorsitzender des Sattler- und Polstererverbandes in Mainz. Am 4. Januar 1913 heiratete Hermann Sumpf, der evangelischer Konfession war, in Bubenhausen in erster Ehe Margaretha Kunigunde geborene Ritzau (* 1884).
Ab 1914 leistete er Kriegsdienst, wurde verletzt und schied 1916 zu 100 % kriegsversehrt aus dem Dienst aus.

## Politik
Hermann Sumpf trat 1902 der SPD bei und wurde 1917 Mitglied der USPD und später der KPD. Er war ab 1921 Vorsitzender der KPD Mainz und dort Stadtverordneter. 1923 wurde er in den Kreistag gewählt. Ab 1926 arbeitete er als hauptamtlicher Parteisekretär im Unterbezirk Mainz. Er gehörte von 1927 bis 1931 für die KPD dem Hessischen Landtag an. Da Sumpf, der Mitglied der Bezirksleitung Hessen der KPD sowie Vorsitzender des RFB in Mainz war, sich nach dem RFB-Verbot im Juni 1929 mit seinem Fraktionskollegen Jakob Schaefer demonstrativ in der Uniform des RFB in den Landtag begab, wurde er für vier Sitzungstage von den Plenartagungen ausgeschlossen.

## Verfolgung in der Sowjetunion
Hermann Sumpf wanderte 1932 in die Sowjetunion aus und wurde dort 1933 als politischer Emigrant anerkannt. 1934 heiratete er in zweiter Ehe Rosalie Eisemann (1881–1981), Hausmädchen und Arbeiterin aus Odessa. Ab 1934 war er Mitarbeiter der Internationalen Roten Hilfe, ab 1936 arbeitete er als Autopolsterer in Simferopol.
1937 wurde er Opfer der Stalinschen Säuberungen: Er wurde verhaftet und bis 1941 in Gulag-Lagern festgehalten. Anschließend wurde er in den Kaukasus bzw. nach Kasachstan verbracht und später nach Sibirien verbannt. 1953 wurde er rehabilitiert. Ab 1958 lebte er in der DDR und erhielt dort 1962 den Vaterländischen Verdienstorden in Bronze.